# ブルターニュ公国

ブルターニュ公国
Duché de Bretagne
Dukelezh Breizh

国の標語: Potius mori quam fœdari (ラテン語)
A ma vie (異体)

ブルターニュ公国 （ブレイス語:Dukelezh Breizh、ガロ語:Duchë de Bertaèyn、フランス語:Duché de Bretagne）は、かつてヨーロッパ大陸西部にあった公国で、のちにフランス王国の一部となった。その領土は現在のブルターニュ地域圏全体とロワール＝アトランティック県を含んでいた。

## 歴史
公国は、ノルマン人（ヴァイキング）によるブルターニュ占領さなかの936年に生まれた。最後のブルターニュ王アラン1世・ル・グラン（fr）の孫息子、アラン・バルベトルトが、ノルマン人から祖国を解放しブルターニュ公になった年を起源としている。10世紀から12世紀のほぼ3世紀間にわたって、ブルターニュの大貴族たち（ナント伯、レンヌ伯、コルヌアイユ伯）が熱心にブルトン人の国内で競い合っていた。
12世紀半ば、公国はヨーロッパの列強である大国フランスとイングランドに挟まれた地政学的に戦略の重要地となった。プランタジネット家とカペー家が、自分たちに都合の良い公爵を据えようとした。2つの大国の影響が絶えず公爵に課せられた。13世紀初頭から15世紀後半まで親仏派の公爵が続き、百年戦争さなかの1360年から1460年までは公国は独立国家としての力を蓄えた。
外交および軍事での60年に渡る抗争のあと、フランス王国が何世紀にもわたり公国の監督を行い公国の利益を貪った。1532年、公国とフランスの連合が宣言され、連合条約が有効に働いている1547年にブルターニュ公であるアンリ2世がフランス王に即位した。しかしながら、新たにフランスの州となったブルターニュは、1789年のフランス革命までかなりの自治権と特権を保持することができた。